# Venados de Mazatlán
Los Venados de Mazatlán es una entidad polideportiva con sede en Mazatlán, Sinaloa, reconocida inicialmente como un equipo de béisbol profesional. Desde su fundación, ha sido miembro activo y destacado en la Liga Mexicana del Pacífico (LMP), posicionándose como uno de los clubes más exitosos de la liga. 
El equipo ostenta un notable historial con 9 campeonatos en la Liga Mexicana del Pacífico y ha participado en 2 Series del Caribe, consolidándose como un referente en el ámbito deportivo a nivel nacional e internacional.
Además de su destacada presencia en el béisbol, los Venados de Mazatlán participan activamente en otras disciplinas deportivas, como el baloncesto, donde cuentan con el equipo Venados de Mazatlán (baloncesto), y el ciclismo.
La emblemática sede de los Venados es el histórico Estadio Teodoro Mariscal, que ha sido testigo de innumerables momentos emocionantes y victorias que han contribuido al legado deportivo de Mazatlán y de México.

## Historia

### Liga de la Costa del Pacífico
El 26 de junio de 1945, en Hermosillo, Sonora, nació el primer circuito de béisbol profesional de la Costa del Pacífico. El señor Teodoro Mariscal fue el representante por Mazatlán y fue designado presidente de dicha liga. El club Venados es uno de los equipos fundadores del béisbol en el Pacífico Mexicano, la legendaria Liga de la Costa del Pacífico se jugó entre 1945 y 1958 para llegar a 13 temporadas en total. Venados ganó 5 de esos títulos.
En el puerto no existía un estadio profesional para el juego de béisbol, por lo que hacia el año 1941 don Teodoro Mariscal creó el Comité Pro-Estadio de Mazatlán, que tendría como fruto la construcción del estadio "Mazatlán", inaugurado el 20 DE noviembre de 1942.
Para 1958 la liga cambia de nombre a Liga Invernal de Sonora y los equipos serían solo 4 de esta entidad, Naranjeros de Hermosillo, Ostioneros de Guaymas, Yaquis de Ciudad Obregón y Rieleros de Empalme.
En 1960 nació la Liga del Noroeste, en sus cinco temporadas, de 1960 a 1965, la liga contó con la participación, indistintamente, de equipos como Venados de Mazatlán, Tabaqueros de Santiago, Diplomáticos de Tepic, Tapatíos de Guadalajara y Medias Blancas de Gómez Palacio, Durango. Todos con peloteros de paga; pero con una calidad visiblemente inferior a la que lucía ya la Liga de Sonora, convertida en el sucedáneo ideal de la Liga de la Costa.
Para la temporada 1962-1963, en plena Liga del Noroeste, se jugó por primera vez en el nuevo estadio, el cual se inauguró el 26 de abril de 1962, más adelante llevaría el nombre del gran Teodoro Mariscal, en honor a esta persona que hizo mucho por este deporte en la localidad.

### Liga Mexicana del Pacífico
En el año 1978 por segunda vez se celebró la Serie del Caribe en México, teniendo los mazatlecos el orgullo de ser la segunda ciudad anfitriona en la Serie en su estadio "Teodoro Mariscal", la primera fue en Hermosillo en 1974.
En la temporada 2004-05 llegaría el mayor logró para la institución, ya que se coronarían campeones de la Liga Mexicana del Pacífico por 6.ª ocasión en enero, habiendo lanzado Franciscco Campos para coronarse campeones; para febrero del mismo año el estadio Teodoro Mariscal de Mazatlán sería sede de la Serie del Caribe, serie que terminaría ganando los Venados, consiguiendo así su primer campeonato del clásico caribeño.
En la temporada siguiente, 2005-06, obtiene un segundo campeonato en serie de la Liga del Pacífico, alcanzando así el Bicampeonato, acto que sólo habían logrado 2 equipos más, Naranjeros de Hermosillo y Tomateros de Culiacán.
En la temporada 2008-09, ganan su octavo campeonato en la historia contra Cañeros de Los Mochis en la final que barrieron 4-0.
Para la temporada 2015-16, lograrían el noveno campeonato ganando la serie final 4-1 y coronándose en el Teodoro Mariscal en contra de los Águilas de Mexicali.

## Títulos

### Títulos en Liga de la Costa del Pacífico

#### Campeonatos
| Temporada | Equipo Campeón      | Serie | Equipo Subcampeón        | Mánager Campeón   |
| 1945-46   | Venados de Mazatlán | *     | Ostioneros de Guaymas    | Manuel Fortés     |
| 1952-53   | Venados de Mazatlán | *     | Mayos de Navojoa         | Guillermo Garibay |
| 1953-54   | Venados de Mazatlán | *     | Mayos de Navojoa         | Guillermo Garibay |
| 1954-55   | Venados de Mazatlán | *     | Naranjeros de Hermosillo | Guillermo Garibay |
| 1957-58   | Venados de Mazatlán | *     | Navojoa-Guaymas          | Guillermo Garibay |

Nota: El (*) significa que el campeón se definió por la primera posición al final de temporada.

#### Subcampeonatos
| Temporada | Equipo Campeón           | Serie | Equipo Subcampeón   | Mánager Campeón |
| 1951-52   | Tacuarineros de Culiacán | *     | Venados de Mazatlán | Manuel Arroyo   |
| 1956-57   | Naranjeros de Hermosillo | *     | Venados de Mazatlán | Hubbard Kittle  |

Nota: El (*) significa que el campeón se definió por la primera posición al final de temporada.

### Títulos en Liga Mexicana del Pacífico

#### Campeonatos
| Temporada | Equipo Campeón      | Serie | Equipo Subcampeón        | Mánager Campeón |
| 1973-74   | Venados de Mazatlán | 4-0   | Yaquis de Ciudad Obregón | Ronaldo Camacho |
| 1976-77   | Venados de Mazatlán | 4-1   | Cañeros de Los Mochis    | Alfredo Ortiz   |
| 1986-87   | Venados de Mazatlán | 4-3   | Potros de Tijuana        | Carlos Paz      |
| 1992-93   | Venados de Mazatlán | 4-3   | Águilas de Mexicali      | Ramón Montoya   |
| 1997-98   | Venados de Mazatlán | 4-3   | Mayos de Navojoa         | Raúl Cano       |
| 2004-05   | Venados de Mazatlán | 4-1   | Águilas de Mexicali      | Juan José Pacho |
| 2005-06   | Venados de Mazatlán | 4-1   | Algodoneros de Guasave   | Juan José Pacho |
| 2008-09   | Venados de Mazatlán | 4-0   | Cañeros de Los Mochis    | Lorenzo Bundy   |
| 2015-16   | Venados de Mazatlán | 4-1   | Águilas de Mexicali      | Juan José Pacho |

#### Subcampeonatos
| Temporada | Equipo Campeón           | Serie | Equipo Subcampeón   | Mánager Campeón     |
| 1995-96   | Tomateros de Culiacán    | 4-1   | Venados de Mazatlán | Francisco Estrada   |
| 2000-01   | Naranjeros de Hermosillo | 4-1   | Venados de Mazatlán | Dereck Bryant       |
| 2001-02   | Tomateros de Culiacán    | 4-2   | Venados de Mazatlán | Francisco Estrada   |
| 2006-07   | Naranjeros de Hermosillo | 4-0   | Venados de Mazatlán | Lorenzo Bundy       |
| 2007-08   | Yaquis de Ciudad Obregón | 4-1   | Venados de Mazatlán | Homar Rojas         |
| 2009-10   | Naranjeros de Hermosillo | 4-3   | Venados de Mazatlán | Homar Rojas         |
| 2019-20   | Tomateros de Culiacán    | 4-3   | Venados de Mazatlán | Benjamin Gil        |
| 2023-24   | Naranjeros de Hermosillo | 4-0   | Venados de Mazatlán | Juan Gabriel Castro |

### Títulos en Serie Nacional Invernal
Esta serie se disputó en 4 ocasiones entre los campeones de la Liga de la Costa del Pacífico y de la Liga Invernal Veracruzana, tratando de emular a la Serie Mundial de Ligas Mayores de Béisbol.
El club participó en 2 de las 4 ediciones, logrando el título en 1955 y 1958.
Para más detalles sobre esta competencia, véase: Serie Nacional Invernal.

#### Campeón de la Serie 1955
La Serie absoluta por el campeonato invernal en México se disputó por primera vez en el año de 1955, entre los campeones de la Liga de la Costa Venados de Mazatlán y los campeones de la Liga Invernal Veracruzana Petroleros de Poza Rica.
Esta primera serie se jugó al mejor de 3 de 5 partidos. Se inició en Mazatlán, ganando Venados los dos primeros juegos en calidad de local. Después los clubes se trasladaron a Poza Rica ganando los Petroleros el juego número 3. La serie se decidió finalmente en el cuarto juego, cuando Venados como visitantes se alzaron con el triunfo.
Venados se consagró Campeón ganando la Serie Invernal Nacional 3 juegos contra 1.

#### Campeón de la Serie 1958
La cuarta edición de la Serie Invernal Mexicana se disputó por última vez en el año de 1958, enfrentando a los campeones de la LCP, Venados de Mazatlán, en contra de los campeones de la LIV, Petroleros de Poza Rica.
El martes 4 de febrero se disputó el primer encuentro en el estadio Jaime J. Merino en Poza Rica. Venados se consagró campeón, venciendo en la serie 4-2. A continuación el resultado de los juegos:
- JUEGO 1: Venados de Mazatlán 4-5 Petroleros de Poza Rica
- JUEGO 2: Venados de Mazatlán 3-7 Petroleros de Poza Rica
- JUEGO 3: Venados de Mazatlán 7-5 Petroleros de Poza Rica
- JUEGO 4: Petroleros de Poza Rica 1-6 Venados de Mazatlán
- JUEGO 5: Petroleros de Poza Rica 4-5 Venados de Mazatlán
- JUEGO 6: Petroleros de Poza Rica 5-11 Venados de Mazatlán

### Títulos en Serie del Caribe
Venados ha logrado 2 campeonatos en la Serie del Caribe.
| Año  | Sede          | Campeón             | Mánager         | Récord | Subcampeón       |
| ---- | ------------- | ------------------- | --------------- | ------ | ---------------- |
| 2005 | Mazatlán      | Venados de Mazatlán | Juan José Pacho | 5-1    | Tigres de Aragua |
| 2016 | Santo Domingo | Venados de Mazatlán | Juan José Pacho | 6-0    | Tigres de Aragua |

#### Serie del Caribe 2005
Venados fue local en ésta Serie del Caribe, no solo porque se jugará en México, sino que además fue la ciudad de Mazatlán la anfitriona de la justa. Por primera vez en la historia un equipo Mexicano se coronó campeón en suelo nacional. Venados formó un equipo de ensueño. Jugadores de la talla de Vinicio Castilla, Erubiel Durazo, Walter Silva, Adán Amezcua, Miguel Ojeda, Jorge Campillo, Pablo Ortega, Francisco Campos, entre otros más le dieron a los astados su primer título caribeño.

#### Serie del Caribe 2016
Venados vuelve a ser historia al ser el primer equipo en coronarse con récord invicto de 6-0, al ganar en el cierre de la novena con Home Run de Jorge Chato Vázquez, contra los representantes de Venezuela, los Tigres de Aragua con score de 5-4.

#### Subcampeonatos del Caribe
Venados tiene un subcampeonato en la Serie.
Fue en Mexicali en 2009. El equipo mazatleco peleó al tu por tu contra el equipo venezolano. Al final Aragua se coronó campeón.
| Año  | Sede     | Subcampeón          | Mánager       | Récord | Campeón          |
| ---- | -------- | ------------------- | ------------- | ------ | ---------------- |
| 2009 | Mexicali | Venados de Mazatlán | Lorenzo Bundy | 3-3    | Tigres de Aragua |

## Jugadores

### Números retirados
| Numero | Jugador                   | Nacionalidad              |
| 01     | Juan José Pacho           | Bandera de México         |
| 13     | Felipe Montemayor         | Bandera de México         |
| 04     | Procopio Herrera          | Bandera de México         |
| 07     | Epitacio “La Mala” Torres | Bandera de México         |
| 09     | Dick Hall                 | Bandera de Estados Unidos |
| 11     | Daniel Fernández          | Bandera de México         |
| 11     | Guillermo Garibay         | Bandera de México         |
| 17     | Daniel Ríos               | Bandera de México         |
| 21     | Hector Espino             | Bandera de México         |
| 24     | Willie Aikens             | Bandera de Estados Unidos |
| 26     | José "Zacatillo" Guerrero | Bandera de México         |
| 27     | Vicente "Huevo" Romo      | Bandera de México         |
| 28     | Miguel del Toro           | Bandera de México         |
| 34     | Heber Gómez               | Bandera de México         |
| 35     | Miguel Ojeda              | Bandera de México         |
| 39     | Walter Silva              | Bandera de México         |

## Uniforme alternativo
| Colores del equipo        |                                         |                    |
| Colores del equipo        | Emblema del equipo · Colores del equipo | Colores del equipo |
| Colores del equipo        |                                         |                    |
| Colores del equipo        |                                         |                    |
|                           |                                         |                    |
| Uniforme Alternativo Casa |                                         |                    |

| Colores del equipo          |                                         |                    |
| Colores del equipo          | Emblema del equipo · Colores del equipo | Colores del equipo |
| Colores del equipo          |                                         |                    |
| Colores del equipo          |                                         |                    |
|                             |                                         |                    |
| Uniforme Alternativo Casa 2 |                                         |                    |

| Colores del equipo         |                                         |                    |
| Colores del equipo         | Emblema del equipo · Colores del equipo | Colores del equipo |
| Colores del equipo         |                                         |                    |
| Colores del equipo         |                                         |                    |
|                            |                                         |                    |
| Uniforme Alternativo Fuera |                                         |                    |

| Colores del equipo                      |                                         |                    |
| Colores del equipo                      | Emblema del equipo · Colores del equipo | Colores del equipo |
| Colores del equipo                      |                                         |                    |
| Colores del equipo                      |                                         |                    |
|                                         |                                         |                    |
| Uniforme Lucha contra el cáncer de mama |                                         |                    |